# نیکولا بلیچ
نیکولا بلیچ (صربی: Nikola Beljić؛ زادهٔ ۱۴ مهٔ ۱۹۸۳) بازیکن فوتبال اهل صربستان است.
از باشگاه‌هایی که در آن بازی کرده‌است می‌توان به باشگاه فوتبال آترومیتوس، باشگاه فوتبال ستاره سرخ بلگراد، و باشگاه فوتبال بئوگراد اشاره کرد.
وی همچنین در تیم‌های ملی فوتبال زیر ۲۱ سال صربستان و صربستان بازی کرده‌است.